# Волоконский сельсовет
Волоконский сельсовет — сельское поселение в Большесолдатском районе Курской области Российской Федерации.
Административный центр — село Волоконск.

## История
Статус и границы сельского поселения установлены Законом Курской области от 21 октября 2004 года № 48-ЗКО «О муниципальных образованиях Курской области».

## Население
| 2002  | 2010  | 2012  | 2013  | 2014  | 2015  | 2016  |
| ----- | ----- | ----- | ----- | ----- | ----- | ----- |
| 927   | ↗1419 | ↘1377 | ↘1369 | ↘1326 | ↘1296 | ↘1270 |
| 2017  | 2018  | 2019  | 2020  | 2021  |       |       |
| ↘1262 | ↘1229 | ↘1201 | ↘1180 | ↘1073 |       |       |

## Состав сельского поселения
| №  | Населённый пункт | Тип населённого пункта       | Население |
| -- | ---------------- | ---------------------------- | --------- |
| 1  | Борщень          | село                         | ↘504      |
| 2  | Волоконск        | село, административный центр | ↘242      |
| 3  | Дальняя Гатка    | посёлок                      | ↘42       |
| 4  | Доброхимовка     | деревня                      | ↘96       |
| 5  | Нелидовка        | деревня                      | ↘57       |
| 6  | Обуховка         | деревня                      | ↗31       |
| 7  | Ольшанка         | посёлок                      | ↘4        |
| 8  | Радутина         | деревня                      | ↘55       |
| 9  | Раково           | деревня                      | ↗65       |
| 10 | Спасская         | деревня                      | ↘53       |
| 11 | Чубаровка        | деревня                      | ↗72       |
| 12 | Шагарово         | деревня                      | ↘1        |
| 13 | Ширково          | деревня                      | ↘21       |
| 14 | Ширковский       | посёлок                      | #Н/Д      |